# Ischyrocnemis goesi
Ischyrocnemis goesi är en stekelart som beskrevs av Holmgren 1858. Ischyrocnemis goesi ingår i släktet Ischyrocnemis och familjen brokparasitsteklar. Arten är reproducerande i Sverige. Utöver nominatformen finns också underarten I. g. flavomaculata.